# Шаймарданов, Эмиль Владиславович
Шаймарданов Эмиль Владиславович (род. 12 февраля 1991 года, город Стерлитамак, Республики Башкортостан)— российский государственный деятель. Глава администрации городского округа город Стерлитамак.

## Биография
Шаймарданов Эмиль Владиславович родился 12 февраля 1991 года в городе Стерлитамак Республики Башкортостан.
В 2013 году закончил ФГБОУ ВО «Башкирский государственный университет» по специальности "Юриспруденция" с присвоением квалификации "Юрист".
В 2016 году закончил ФГБОУ ВО «Башкирский государственный университет» по направлению подготовки "Государственное и муниципальное управление" бакалавриат.
В 2020 году закончил ФГБОУ ВО «Российская академия народного хозяйства и государственной службы при президенте Российской Федерации» по направлению подготовки "Государственное и муниципальное управление", магистратура.

## Трудовая деятельность
10.2015 - 06.2016 - ведущий специалист отдела строительства имущественно-земельных отношений и транспорта, Правительство Москвы, Управа района Бирюлево Восточное
06.2016 - 12.2016 - специалист 1 разряда отдела выработки государственной политики в сфере изысканий, проектирования, строительства и подготовки кадров, ведущий специалист-эксперт отдела архитектуры и типового проектирования Департамента градостроительной деятельности и архитектуры Министерства строительства и жилищно-коммунального хозяйства РФ
06.2016 - 12.2016 - специалист 1 разряда отдела выработки государственной политики в сфере изысканий, проектирования, строительства и подготовки кадров, ведущий специалист-эксперт отдела архитектуры и типового проектирования Департамента градостроительной деятельности и архитектуры Министерства строительства и жилищно-коммунального хозяйства РФ
05.2020 - 09.2020 - начальник отдела социальных проектов, Управления по реализации социально значимых проектов, Департамент строительства города Москвы, Правительство Москвы
09.2020 - 12.2022 - руководитель направления региональное развитие, ППК «Фонд защиты прав граждан-участников долевого строительства»
12.2022 - 10.2024 - первый заместитель главы администрации по строительству
С 21.10.2024 - глава  администрации городского округа город Стерлитамак Республики Башкортостан.